# Wertachbrucker Tor

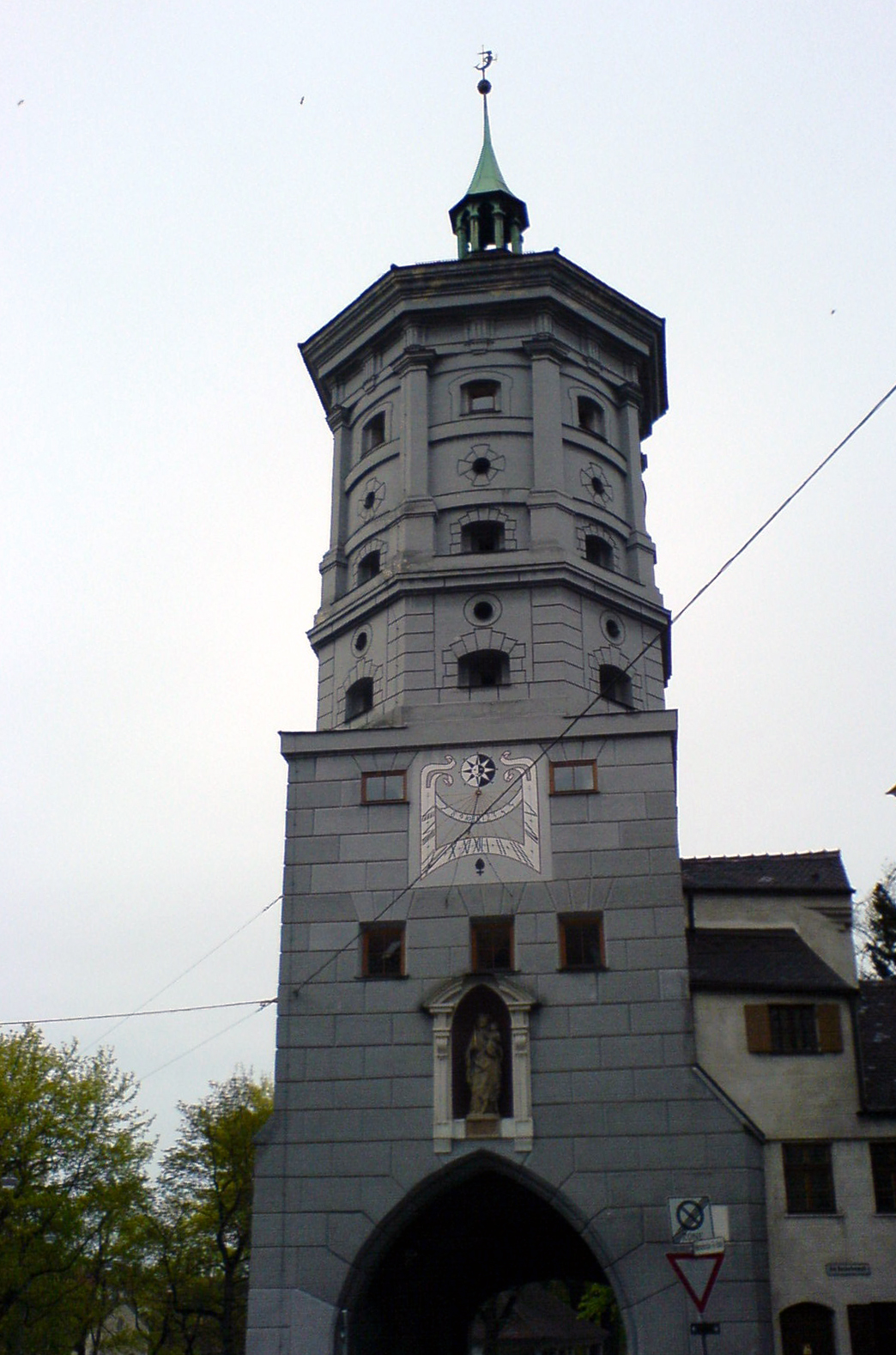
Das Wertachbrucker Tor vom Stadtinneren aus gesehen

Das Wertachbrucker Tor befindet sich am Rand der Augsburger Altstadt und war früher als Durchgang Teil der mittelalterlichen Stadtmauer. Heute dient es vor allem der Schreinerinnung als repräsentatives Gebäude sowie als Veranstaltungsort.

## Entstehung
Das Wertachbrucker Tor stammt aus der Zeit um 1370 und diente zuerst als Zolltor, dann als Wehranlage der Stadt Augsburg. Der Torturm wurde im Jahre 1605 vom Augsburger Baumeister Elias Holl erhöht und umgebaut. Im Dreißigjährigen Krieg wurden hier mehrere Angriffe der Schweden und Franzosen abgewehrt. 1805 zog Napoleon durch dieses Tor in die Stadt ein. 1867 wurde die Stadtmauer südwestlich vom Tor abgerissen, um den Verkehr vorbeizuleiten. 1998 wurde das Bauwerk von der Augsburger Schreinerinnung restauriert und saniert.

## Heute
Nach viel Engagement der Schreinerinnung – Turmführungen, Veranstaltungen – dient das Tor als Zunftturm der Schreiner sowie als Veranstaltungsort für etwa 30 Personen. Der Wertachbrucker Torturm in Augsburg ist wohl das einzige Projekt, das fast nur von Firmen der Handwerkervereinigung Qualität am Bau betreut und saniert wurde.

## Aufbau des Turms
Die Nutzung des Turminneren erfolgt auf sieben verschiedenen Ebenen, die durch die unverändert erhaltenen, verwinkelten und engen Treppen erreichbar sind:
1. Eingangsbereich mit WC-Anlage und Informationstafeln
2. Aufbewahrung der traditionellen Zunftfahne der Schreinerinnung
3. Zunftstube (Veranstaltungsraum), Küche
4. Archivräume mit historischen Schriften und Protokollbüchern
5. Ausstellungsebenen der Schreinerinnung mit früheren Bildern des Turms
6. Ausstellungsebenen der Schreinerinnung mit früheren Bildern des Turms
7. Meisterstube: Das Heiligtum des Turms mit Ausblick über die Stadt